# Święta żydowskie
Święta żydowskie – święta religijne obchodzone przez wyznawców judaizmu oraz wielu niereligijnych Żydów.
Święta obchodzone są w określonych momentach cyklu rocznego, które stanowią podstawę rytuału i określają znaczenie dni świątecznych. Święta uważane są za odpoczynek od codzienności, czas na wytchnienie i rozmyślanie. W dzień świąteczny praca (hebr. melacha) według ortodoksyjnych Żydów jest zabroniona, a jej miejsce zajmuje święta posługa (hebr. awada). Dzień świąteczny przez wyznawców judaizmu nazywany jest Jamim Towim (hebr.), czyli dobrymi dniami.

## Roczny kalendarz świąt
Żydowski kalendarz świąt rozpoczyna dziesięć Strasznych Dni, przeznaczonych na pokutę. Rozpoczyna je żydowski Nowy Rok, czyli Rosz ha-Szana, który jest również nazywany Dniem Sądu – w niebie otwierane są księgi i każde stworzenie jest oceniane. Tego dnia dmie się w róg barani szofar, który symbolizuje trąbę, która zabrzmi na końcu czasów w Dniu Sądu. Okres pokuty kończy Jom Kipur, czyli Dzień Pojednania.
Kilka dni później rozpoczyna się siedmiodniowe Święto Namiotów Sukkot, pierwotnie święto plonów, które jest radosnym świętem. Po nim następuje święto ‘Radości Tory’ Simchat Tora.
Święto Pesach upamiętnia wyjście Izraelitów z Egiptu. Ze świętem tym wiążą się rozbudowane zwyczaje dotyczące jedzenia. Siedem tygodni po tym święcie obchodzone jest Święto Tygodni Szawuot – pamiątka przekazania przez Boga Mojżeszowi przykazań na górze Synaj.
W okresie przesilenia zimowego żydzi obchodzą trwające osiem dni Święto Świateł Chanukka. Upamiętnia on wydarzenia jakie nastąpiły po zbezczeszczeniu Świątyni Jerozolimskiej, kiedy to jeden dzbanuszek oliwy płonął przez wszystkie osiem dni uroczystości ponownego wyświęcenia Świątyni.
Święto Purim upamiętnia wybawienie od zagłady Żydów za czasów perskiego panowania.
Terminy żydowskich świąt na tle rocznego kalendarza żydowskiego
| Miesiąc  | Numer | Długość (dni) | Odpowiednik w kalendarzu gregoriańskim | Wydarzenie / Święto |
| -------- | ----- | ------------- | -------------------------------------- | --- |
| Nisan    | 1     | 30            | marzec – kwiecień                      | 7 dni (w diasporze 8 dni) Pesach |
| Ijar     | 2     | 29            | kwiecień – maj                         | Dzień Niepodległości Izraela oraz Rocznica Zagłady |
| Siwan    | 3     | 30            | maj – czerwiec                         | Szawuot (w 7. tyg. po święcie Paschy) |
| Tamuz    | 4     | 29            | czerwiec – lipiec                      | Sziwa Asar be-Tamuz, symbol niewoli i post upamiętniający zdobycie i zburzenie Jerozolimy                                                                         |
| Aw       | 5     | 30            | lipiec – sierpień                      | 9 dni dalszego postu i dni półpokutnych ku pamiątce zdobycia Jerozolimy po których następuje Tisza be-Aw upamiętniający zburzenie obu świątyń. (9 dzień miesiąca) |
| Elul     | 6     | 29            | sierpień – wrzesień                    | przygotowanie do Nowego Roku |
| Tiszri   | 7     | 30            | wrzesień – październik                 | Rosz ha-Szana oraz Jom Kipur, 7 dni Sukkot zakończone Szmini Aceret oraz Simchat Tora                                                                             |
| Cheszwan | 8     | 29/30         | październik – listopad                 | |
| Kislew   | 9     | 29/30         | listopad – grudzień                    | Chanuka |
| Tewet    | 10    | 29            | grudzień – styczeń                     | post upamiętniający oblężenie Jerozolimy |
| Szwat    | 11    | 30            | styczeń – luty                         | Tu bi-szwat (15 dzień miesiąca) |
| Adar     | 12    | 29/30         | luty – marzec                          | Purim; czytanie Księgi Estery |
| Adar II  | 13    | 29            | marzec – kwiecień                      | |

## Geneza świąt żydowskich
| nazwa hebrajska     | nazwa polska                     | upamiętnia                                                                        | termin       | ST                      | NT         |
| ------------------- | -------------------------------- | --------------------------------------------------------------------------------- | ------------ | ----------------------- | ---------- |
| Szabat              | Szabat                           | odpoczynek Boga                                                                   | co 7 dni     | Kpł 23,1-3              | Mt 12, 1-4 |
| Pesach              | Pascha i Święto Przaśników       | wyjście z Egiptu                                                                  | od 15 nisan  | Kpł 23,4-8              | np. J 13   |
| Szawuot             | Święto Tygodni, Pięćdziesiątnica | nadanie Tory Mojżeszowi na górze Synaj                                            | 6 siwan      | Pwt 16,9, Kpł 23, 15-22 | Dz 2,1-13  |
| Sziwa Asar be-Tamuz | siedemnasty dzień miesiąca tamuz | zdobycie i zniszczenie przez Nabuchodonozora Jerozolimy w 586 roku p.n.e.         | 17 tamuz     |                         |            |
| Tisza be-Aw         | dziewiąty dzień miesiąca aw      | zburzenie Pierwszej i Drugiej Świątyni Jerozolimskiej                             | 9 aw         |                         |            |
| Rosz ha-Szana       | Nowy Rok, Święto Trąbek          | stworzenie świata; przypomnienie o sądzie Bożym                                   | 1 tiszri     | Kpł 23,23-25            |            |
| Jom Kipur           | Dzień Pojednania                 | skrucha i prośba o przebaczenie                                                   | 10 tiszri    | Kpł 16, Kpł 23, 23-32   |            |
| Sukkot              | Święto Szałasów                  | mieszkanie w namiotach podczas ucieczki Izraelitów z Egiptu i wędrówki do Kanaanu | 15 tiszri    | Kpł 23,33-44            | J 7, 2     |
| Chanuka             | Święto Świateł                   | oczyszczenie świątyni podczas powstania Machabeuszów pod wodzą Judy Machabeusza   | od 25 kislew |                         | J 10, 22   |
| Tu bi-szwat         | 15 szwat                         | koniec zimy i początek pory opadów                                                | 15 szwat     | Kpł 19, 23-25           |            |
| Purim               | losy                             | uchronienie Żydów od zagłady w perskim imperium Achemenidów                       | 14 adar      | Est 9,25-32             |            |

## Szabat
Do szczególnych dni świątecznych należy szabat, czyli siódmy dzień tygodnia, przeznaczony na odpoczynek, w którym obowiązuje zakaz wykonywania niektórych czynności.

## Święta pielgrzymie
Wyróżnia się trzy święta pielgrzymie (hebr. szalosz regalim): Pesach, Szawuot i Sukkot. W starożytności w te święta pielgrzymowano do Świątyni w Jerozolimie i składano ofiarę z płodów ziemi.

## Tradycje świąteczne
Tradycyjne życzenia świąteczne to חג שמח [Chag Sameach], czyli Wesołych Świąt.
W najważniejsze święta żydowskie odczytywane są księgi biblijne z tzw. zbioru megilot.